# Linia kolejowa Poti – Tbilisi
Linia kolejowa Poti – Tbilisi – najstarsza linia kolejowa w Gruzji oraz pierwsza na Zakaukaziu. Powstała z inicjatywy Niko Nikoładzego, w związku z budową portu w Poti. Prace rozpoczęto w 1865. W 1871 otwarty został odcinek w Poti do Zestaponi (wówczas Kvirila). 10 października 1892 roku z Poti wyjechał pierwszy pociąg pasażerski do Tbilisi. Dzień ten uważany jest za początek gruzińskich kolei.
Obecnie pociągi pokonują trasę z Tbilisi do Poti w około 5 godzin.